# HMS Speedwell (J87)
«Спідвел» (англ. HMS Speedwell (J87) — військовий корабель, тральщик типу «Гальсіон» Королівського військово-морського флоту Великої Британії часів Другої світової війни.
Тральщик брав участь у бойових діях на морі в Другій світовій війні, переважно бився у Північній Атлантиці, супроводжував арктичні конвої, дія в інтересах британських командос, підтримував висадку морського десанту в Нормандії.

## Історія створення
Тральщик «Спідвел» закладений 20 червня 1934 року на верфі William Hamilton and Company в Порт-Глазго. 21 березня 1935 року він був спущений на воду, а 30 вересня 1935 року увійшов до складу Королівських ВМС Великої Британії. 

## Історія

### Початок війни
З початком воєнних дій у Європі, «Спідвел» разом з однотипними тральщиками «Гальсіон», «Харрієр», «Леда», «Найджер», «Саламандер», «Гусар», «Скіпджек», «Госсамер» і «Сфінкс» включений до 5-ї флотилії тральщиків командування Нор з базуванням у Дуврі. Протягом перших місяців війни діяв у складі формування, маючи завдання щодо прочісування навколишніх вод та виявлення німецьких мін і підводних човнів.

### 1941
26 грудня 1941 року тральщик «Спідвел» узяв участь у проведенні спеціальної операції британських командос, під кодовою назвою операція «Анкліт» — рейд No. 12 Commando на Лофотенські острови за підтримки 22 кораблів та суден трьох флотів. У той час німецькі військовики переважно святкували наступне свято після Різдва — День подарунків. Протягом двох діб оперативна група флоту та командос утримували низку важливих об'єктів на островах, зокрема вивели з ладу 2 ворожі радіостанції та потопили декілька суден. За результатами рейду Гітлер був певен, що союзники розпочали вторгнення до Норвегії, й віддав наказ утримувати в країні значні сили та засоби.

### 1942
У лютому 1942 року «Спідвел» супроводжував невеликий конвой QP 7 з Ісландії до Росії, де разом з крейсером «Найджеріа», есмінцями «Фокнор» й «Інтрепід» та тральщиками «Хазард», «Брітомарт» і «Шарпшутер» ескортували транспортні судна до Мурманська.
21 березня 1942 року тральщик включений до складу конвою QP 9, який повертався з Росії. Разом з есмінцями радянським «Гремящий» та британським «Оффа» і тральщиками «Госсамер», «Харрієр», «Гусар», «Найджер», «Брітомарт» і «Шарпшутер» супроводжував 19 вантажних суден до Ісландії. Скористувавшись тим, що німці відволікли свою увагу на інший конвой — PQ 13, союзникам вдалось успішно виконати завдання та повернутися до портів приписки. Німецький підводний човен U-655 здійснив невдалу спробу атакувати транспорти, але був помічений та атакований тральщиком «Шарпшутер» і врешті-решт протаранений і потоплений.

### 1944
На початку січня 1944 року «Спідвел» разом з однотипними тральщиками «Харрієр», «Глінер», «Брітомарт», «Гусар», «Джейсон», «Саламандер», «Альціон» і «Сігал» включений до 1-ї флотилії тральщиків.